# Ganggrab Steenberg
Das Ganggrab Steenberg (auch Hatten 2 genannt) ist ein neolithisches Ganggrab mit der Sprockhoff-Nr. 926. Es entstand zwischen 3500 und 2800 v. Chr. und ist eine Megalithanlage der Trichterbecherkultur (TBK). Neolithische Monumente sind Ausdruck der Kultur und Ideologie jungsteinzeitlicher Gesellschaften. Ihre Entstehung und Funktion gelten als Kennzeichen der sozialen Entwicklung.

## Lage
Der Steenberg (Steinberg) liegt im Norden des Naturparks Wildeshauser Geest südöstlich von Hatten (Ortsteil Sandhatten), im Landkreis Oldenburg in Niedersachsen.

## Beschreibung

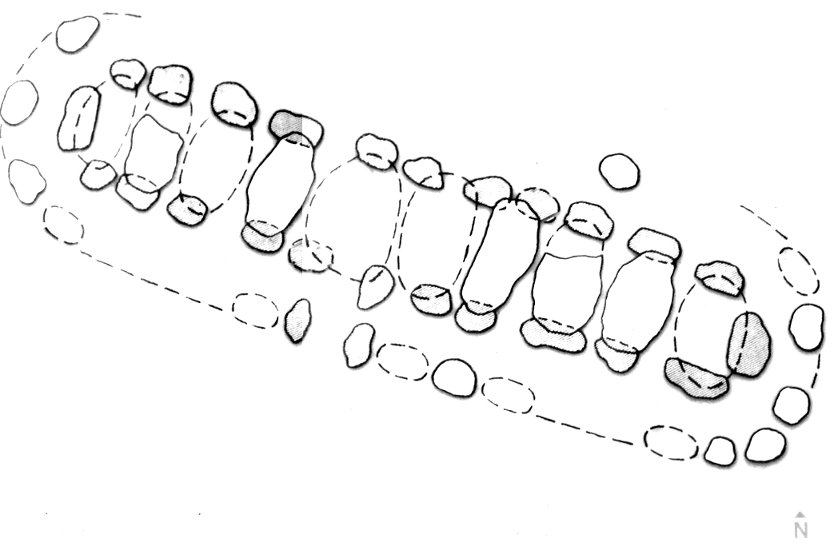
Anordnung der Steine, Schemazeichnung

Das in einem Eichenwald liegende etwa west-ost-orientierte Ganggrab vom Typ Emsländische Kammer ist relativ gut erhalten, hingegen sind viele Steine nicht mehr in situ. Die Kammer misst etwa 16,3 × 2,0 Meter. Von den ehemals 22 Tragsteinen fehlen nur zwei, allerdings fehlen alle bis auf drei der einst 10 Decksteine. Es gibt Spuren des Hügels und Steine die anzeigen, dass die Anlage von einer ovalen Einfassung umgeben war.
Die Reste eines stark zerstörten, in den 1930er Jahren teilweise ausgegrabenen Großsteingrabes (Sprockhoff-Nr. 925) liegen etwa 500 Meter südwestlich der Ortsmitte von Hatten in einer landwirtschaftlichen Nutzfläche.
Diese Monumente der Nordischen Megalitharchitektur liegen an der Straße der Megalithkultur.